# Храм Святой Александры (Ирём)
Хра́м Свято́й Му́ченицы Цари́цы Алекса́ндры (венг. Szent Alexandra vértanú templom) — храм Будапештской и Венгерской епархии Русской православной церкви, расположенный в Ирёме. Бывшая придворная императорская церковь-усыпальница Великой княгини Александры Павловны. Старейший по времени постройки русский храм в Западной и Центральной Европе, не считая домовых церквей.

## История
В 1799 году Великая княгиня Александра, старшая дочь российского императора Павла I, вышла замуж за венгерского палатина эрцгерцога Иосифа Габсбурга, однако через 17 месяцев после замужества она скончалась. На месте погребения княгини был возведён православный храм, освящённый 31 августа 1803 года духовником Александры Павловны — протоиереем Андреем Самборским, во имя святой мученицы Александры Римской. Храму, получившему статус придворного, полагался священник и церковный причт. Богомольцами до начала XX века являлись в основном жившие в округе сербы.
В 1814 году во время проведения Венского конгресса совместно посетили храм российский император Александр I, король Пруссии Фридрих Вильгельм и император Австрийский Иосиф.(?Кто?) В следующем году гробницу сестры посетила великая княгиня Екатерина Павловна в сопровождении австрийского эрцгерцога Иоганна.
11 сентября 1852 года ирёмский храм посетил наследник русского престола великий князь Александр Николаевич, когда приезжал в Венгрию на манёвры, проходящие около Будапешта, а в 1866 году — великий князь Константин Николаевич.
Богослужения в храме временно прекратились после начала Первой мировой войны, когда причт выехал в Россию. Возобновились они в начале 1920-х годов.
После революции 1917 года до своей смерти в 1926 году в храме служил протоиерей Стефан Колумбов. Храм постепенно приходил в запустение, но не закрылся. Местные жители долгое время поддерживали храм в надлежащем порядке, а православные священники из Будапешта (не только русские, но и сербские и венгерские) совершали богослужения по особо памятным датам.
Возрождение храма началось в 2001 году, когда настоятелем был назначен священник Николай Ким, получивший благословение архиепископа на труды по восстановлению храма. Началась активная реставрация. Работы велись с 2002 по 2006 год. Первым делом была восстановлена крипта и ограждение территории храма. Позднее, при поддержке городских властей, вымостили камнем широкую аллею к храму, посадили с двух сторон березы, провели наружное освещение, установили фонари, кованые скамеечки, обновили фасад здания. Также был восстановлен купол храма.
В 2004 году, с согласия представителей семьи Габсбургов, земные останки великой княгини Александры Павловны были перенесены из Будайской крепости в обновлённую крипту храма. В фамильную усыпальницу Габсбургов останки Великой княгини были перенесены после кощунственного вскрытия гробницы в 1980-е годы, когда храм остался без охраны и присмотра.
Ныне храм полностью возрожден для полноценной духовной жизни. Это исторический памятник, о чем свидетельствует мемориальная доска у главного входа. Каждую субботу, в 10 часов утра прихожане приходят на Божественную Литургию, после которой проводится заупокойная лития в память о великой княгине Александре Павловне.
17 октября 2004 года храм посетил митрополит Смоленский и Калининградский Кирилл (Гундяев) в сопровождении епископа Венского и Австрийского Илариона (Алфеева).

## Настоятели
- Протоиерей Андрей Самборский (1802—1804)
- Протопресвитер Николай Музовский (1804—1810)
- Иеромонах Герман (1810—1817)
- Иеромонах Геннадий (январь 1817—1822)
- Протоиерей Феодор Раевский (1822—1831)
- Иеромонах Амфилохий (1832—1846)
- Иерей Василий Судакевич (1848 — январь 1849)
- Протоиерей Василий Войтковский (1850—1870)
- Протоиерей Константин Кустодиев (1838—1876)
- Иерей Михаил Мансветов (1875—1877)
- Протоиерей Феофил Кардасевич (1877—1914)
- Протоиерей Стефан Колумбов (1914—1926)
- Протоиерей Николай Ким (2001—2010)
- Иерей Димитрий Свирко (с 2010)